# Polylepta obediens
Polylepta obediens är en tvåvingeart som beskrevs av Oskar Augustus Johannsen 1910. Polylepta obediens ingår i släktet Polylepta och familjen svampmyggor. Inga underarter finns listade i Catalogue of Life.